# Liste des conseillers départementaux de l'Orne
Pour un article plus général, voir Conseil départemental de l'Orne.
La liste des conseillers départementaux de l'Orne mentionne l'ensemble des conseillers généraux (jusqu'en 2015) puis des conseillers départementaux élus lors des derniers scrutins dans les cantons de l'Orne.
Ils constituent l'assemblée délibérante de la collectivité territoriale qu'est le département de l'Orne. et sont élus lors des élections départementales.

## Mandat 2021-2028
Au  terme des élections départementales de 2021, Christophe de Balorre est réélu président du conseil départemental de l'Orne,.

En juillet 2025, les conseillers départementaux en fonction sont : 
| Canton                       | Élus                                                                         | Parti |
| ---------------------------- | ---------------------------------------------------------------------------- | ----- |
| L'Aigle                      | Véronique Louwagie                                                           | LR    |
| L'Aigle                      | Philippe Van Hoorne                                                          | DVD   |
| Alençon-1                    | Joaquim Pueyo                                                                | PS    |
| Alençon-1                    | Vanessa Bournel                                                              | PS    |
| Alençon-2                    | Gérard Lurçon                                                                | PS    |
| Alençon-2                    | Fabienne Mauger                                                              | DVG   |
| Argentan-1                   | Brigitte Gasseau                                                             | DVG   |
| Argentan-1                   | Frédéric Léveillé                                                            | PS    |
| Argentan-2                   | Cendrine Chazé                                                               | DVC   |
| Argentan-2                   | Frédéric Godet                                                               | DVC   |
| Athis-Val de Rouvre          | Marie-Françoise Frouel                                                       | DVD   |
| Athis-Val de Rouvre          | Alain Lange                                                                  | DVD   |
| Bagnoles de l'Orne Normandie | Olivier Petitjean                                                            | DVD   |
| Bagnoles de l'Orne Normandie | Sylvie Serais                                                                | DVD   |
| Bretoncelles                 | Christelle Radenac                                                           | DVD   |
| Bretoncelles                 | Patrick Rodhain                                                              | DVD   |
| Ceton                        | Anick Bruneau                                                                | LR    |
| Ceton                        | Vincent Segouin                                                              | LR    |
| Damigny                      | Sophie Douvry                                                                | LR    |
| Damigny                      | Michel Génois                                                                | DVC   |
| Domfront en Poiraie          | Catherine Meunier                                                            | LR    |
| Domfront en Poiraie          | Jérôme Nury                                                                  | LR    |
| La Ferté Macé                | José Collado                                                                 | PS    |
| La Ferté Macé                | Brigitte Viarmé-Dufour                                                       | DVG   |
| Flers-1                      | Béatrice Guyot                                                               | PS    |
| Flers-1                      | Lori Helloco                                                                 | PS    |
| Flers-2                      | Stéphane Terrier                                                             | DVD   |
| Flers-2                      | Sylvie Thieulent                                                             | DVD   |
| Magny-le-Désert              | Valérie Alain                                                                | DVG   |
| Magny-le-Désert              | Thierry Clérembaux                                                           | DVG   |
| Mortagne-au-Perche           | Xavuer Goutte                                                                | LR    |
| Mortagne-au-Perche           | Virginie Valtier                                                             | LR    |
| Écouves                      | Christophe de Balorre                                                        | LR    |
| Écouves                      | Béatrice Buon Métayer                                                        | DVD   |
| Rai                          | Elisabeth Josset                                                             | LR    |
| Rai                          | Didier Duvaldestin Remplace Laurent Marting après son décès en juillet 2025, |       |
| Sées                         | Jocelyne Benoit                                                              | DVG   |
| Sées                         | Claude Duval                                                                 | PS    |
| Tourouvre au Perche          | Jean-Vincent du Lac                                                          | DVD   |
| Tourouvre au Perche          | Paule Klymko                                                                 | DVD   |
| Vimoutiers                   | Jean-Pierre Féret                                                            | DVD   |
| Vimoutiers                   | Agnès Laigre                                                                 | DVD   |

## Mandat 2015-2021
Alain Lambert est élu président du conseil départemental de l'Orne après les élections départementales de 2015,. Il en démissionne le 17 février 2017 pour raison de santé mais conserve son siège de conseiller départemental de Damigny et demeure vice-président.
Son successeur, Christophe de Balorre est élu le vendredi 3 mars 2017 président du  conseil départemental de l'Orne pour la fin de la mandature.
| Canton                       | Élus                        | Parti |
| ---------------------------- | --------------------------- | ----- |
| L'Aigle                      | Charlène Renard             | LR    |
| L'Aigle                      | Philippe Van Hoorne         | DVD   |
| Alençon-1                    | Vanessa Bournel             | PS    |
| Alençon-1                    | Jean-Claude Pavis           | PS    |
| Alençon-2                    | Patrick Lindet              | UDI   |
| Alençon-2                    | Christine Roimier           | UDI   |
| Argentan-1                   | Brigitte Gasseau            | DVG   |
| Argentan-1                   | Frédéric Léveillé           | PS    |
| Argentan-2                   | Florence Écobichon          | PS    |
| Argentan-2                   | Philippe Jidouard           | PS    |
| Athis-Val de Rouvre          | Marie-Françoise Frouel      | LR    |
| Athis-Val de Rouvre          | Philippe Senaux             | LR    |
| Bagnoles de l'Orne Normandie | Jean-Pierre Blouet          | UDI   |
| Bagnoles de l'Orne Normandie | Marie-Thérèse de Vallambras | LR    |
| Bretoncelles                 | Jean-Michel Bouvier         | LR    |
| Bretoncelles                 | Séverine Yvard              | DVD   |
| Ceton                        | Anick Bruneau               | LR    |
| Ceton                        | Vincent Segouin             | LR    |
| Damigny                      | Sophie Douvry               | LR    |
| Damigny                      | Alain Lambert               | UDI   |
| Domfront en Poiraie          | Catherine Meunier           | LR    |
| Domfront en Poiraie          | Jérôme Nury                 | LR    |
| La Ferté Macé                | José Collado                | PS    |
| La Ferté Macé                | Brigitte Viarmé             | DVG   |
| Flers-1                      | Béatrice Guyot              | PS    |
| Flers-1                      | Lori Helloco                | PS    |
| Flers-2                      | Irène Cojean                | PS    |
| Flers-2                      | Gérard Colin                | PS    |
| Magny-le-Désert              | Thierry Clérembaux          | DVD   |
| Magny-le-Désert              | Maryse Oliveira             | DVD   |
| Mortagne-au-Perche           | Marie-Christine Besnard     | DVD   |
| Mortagne-au-Perche           | Jean Lamy                   | DVD   |
| Écouves                      | Christophe de Balorre       | LR    |
| Écouves                      | Béatrice Métayer            | DVD   |
| Rai                          | Elisabeth Josset            | LR    |
| Rai                          | Laurent Marting             | LR    |
| Sées                         | Jocelyne Benoit             | DVG   |
| Sées                         | Claude Duval                | PS    |
| Tourouvre au Perche          | Paule Klymko                | DVD   |
| Tourouvre au Perche          | Guy Monhée                  | DVD   |
| Vimoutiers                   | Jean-Pierre Féret           | DVD   |
| Vimoutiers                   | Agnès Laigre                | DVD   |

## Liste des conseillers généraux avant les élections de 2015
Alain Lambert est le président du conseil général depuis le 14 décembre 2007, succédant à Gérard Burel, démissionnaire.
Les conseillers généraux en fonction avant les élections départementales de 2015, élus en 2008 ou 2011, sont :
| Parti                             | Sigle | Élus |
| --------------------------------- | ----- | ---- |
| Opposition (10 sièges)            |       |      |
| Parti socialiste                  | PS    | 7    |
| Divers gauche                     | DVG   | 2    |
| Sans étiquette                    | SE    | 1    |
| Majorité (30 sièges)              |       |      |
| Mouvement démocrate               | MoDem | 1    |
| Divers droite                     | DVD   | 18   |
| Union pour un mouvement populaire | UMP   | 10   |
| Nouveau Centre                    | NC    | 1    |
| Président du Conseil Général      |       |      |
| Alain Lambert (DVD)               |       |      |

| Canton                               | Circonscription | Conseiller général          | Parti | Parti | Série |
| ------------------------------------ | --------------- | --------------------------- | ----- | ----- | ----- |
| Arrondissement d'Alençon             |                 |                             |       |       |       |
| Alençon-1                            | 1               | Léone Besnard               |       | PS    | 2008  |
| Alençon-2                            | 1               | Emmanuel Darcissac          |       | PS    | 2008  |
| Alençon-3                            | 1               | Jean-Claude Pavis           |       | PS    | 2011  |
| Carrouges                            | 1               | Maryse Oliveira             |       | DVD   | 2011  |
| Courtomer                            | 1               | Odile Duval                 |       | DVD   | 2008  |
| Domfront                             | 1               | Robert Loquet               |       | UMP   | 2011  |
| La Ferté-Macé                        | 1               | José Collado                |       | PS    | 2008  |
| Juvigny-sous-Andaine                 | 1               | Jean-Pierre Blouet          |       | DVD   | 2011  |
| Le Mêle-sur-Sarthe                   | 1               | Christophe de Ballore       |       | UMP   | 2008  |
| Passais                              | 1               | Christophe Gallienne        |       | DVD   | 2011  |
| Sées                                 | 1               | André Dubuisson             |       | DVD   | 2008  |
| Arrondissement d'Argentan            |                 |                             |       |       |       |
| Argentan-Est                         | 3               | Jean-Louis Carpentier       |       | PS    | 2008  |
| Argentan-Ouest                       | 3               | Frédéric Leveillé           |       | PS    | 2011  |
| Athis-de-l'Orne                      | 3               | Philippe Senaux             |       | UMP   | 2008  |
| Briouze                              | 3               | Jean-Pierre Salles          |       | SE    | 2011  |
| Écouché                              | 3               | Hubert Christophe           |       | DVD   | 2008  |
| Exmes                                | 3               | Patrick Mussat              |       | UMP   | 2011  |
| La Ferté-Frênel                      | 2               | Michel Le Glaunec           |       | DVD   | 2008  |
| Flers-Nord                           | 3               | Gérard Collin               |       | DVG   | 2011  |
| Flers-Sud                            | 3               | Danièle Blanchet            |       | DVG   | 2011  |
| Gacé                                 | 2               | Jean-Pierre Feret           |       | DVD   | 2008  |
| Le Merlerault                        | 2               | Philippe Bigault            |       | UMP   | 2011  |
| Messei                               | 3               | Marc Toutain                |       | UMP   | 2008  |
| Mortrée                              | 3               | Claude Duval                |       | DVG   | 2011  |
| Putanges-Pont-Écrepin                | 3               | Alain Lambert               |       | DVD   | 2008  |
| Tinchebray                           | 3               | Jérôme Nury                 |       | UMP   | 2011  |
| Trun                                 | 3               | Christophe Gérard           |       | NC    | 2008  |
| Vimoutiers                           | 2               | Guy Romain                  |       | UMP   | 2011  |
| Arrondissement de Mortagne-au-Perche |                 |                             |       |       |       |
| L'Aigle-Est                          | 2               | Jean Sellier                |       | MoDem | 2008  |
| L'Aigle-Ouest                        | 2               | Véronique Louwagie          |       | UMP   | 2011  |
| Bazoches-sur-Hoëne                   | 2               | Jean Lamy                   |       | DVD   | 2008  |
| Bellême                              | 2               | Jean-François de Caffarelli |       | DVD   | 2011  |
| Longny-au-Perche                     | 2               | Jacky Legault               |       | DVD   | 2011  |
| Mortagne-au-Perche                   | 2               | Roland Caillaud             |       | DVD   | 2008  |
| Moulins-la-Marche                    | 2               | Jean-Pierre Chevalier       |       | DVD   | 2011  |
| Nocé                                 | 2               | Jean-Michel Bouvier         |       | DVD   | 2008  |
| Pervenchères                         | 2               | Antoine Perrault            |       | DVD   | 2011  |
| Rémalard                             | 2               | Jean-Pierre Gerondeau       |       | UMP   | 2008  |
| Le Theil-sur-Huisne                  | 2               | Gilles de Courson           |       | DVD   | 2011  |
| Tourouvre                            | 2               | Guy Monhee                  |       | DVD   | 2008  |